# هوندا مونتسا
مونتسا هوندا یک شرکت زیرمجموعه هوندا است که چندین مدل موتورسیکلت و دوچرخه را در بارسلون اسپانیا مونتاژ می‌کند. قبل از شروع همکاری با هوندا، برند مونتسا کاملاً اسپانیایی بود.

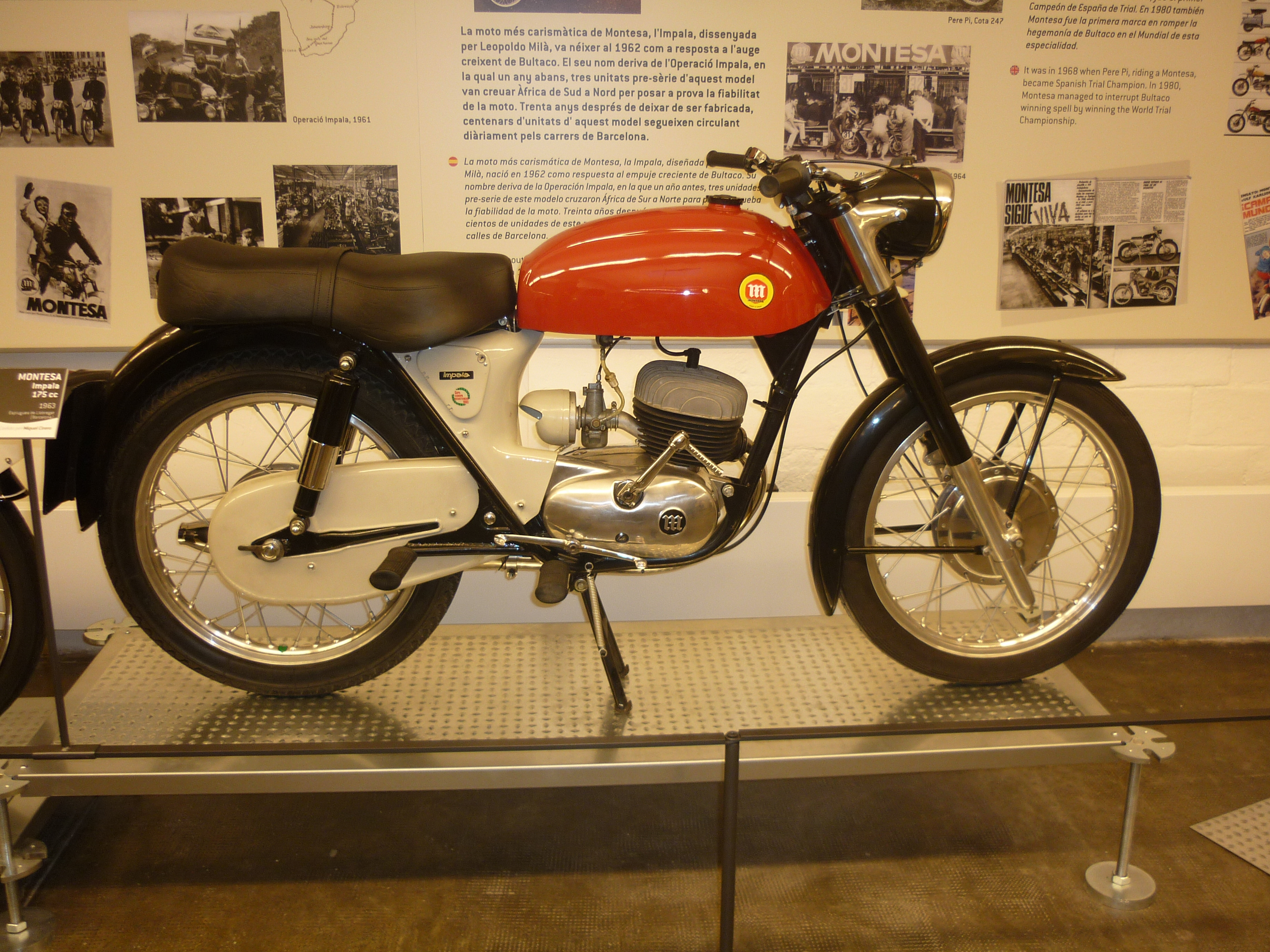
ایمپالا (۱۹۶۲–۷۰)

## پرمانیر و بولتو
مونتسا در سال ۱۹۴۴ توسط پرمانیر و بولتو تشکیل شد. نمونه اولیه مونتسای آنها بر اساس مدل‌های فرانسوی موتوبیکان موجود در آن زمان بود. کمی بعد پرمانیر به تولید موتورسیکلت‌های بنزینی که امکان کاوش و گسترش در منطقه جدیدی را در موتورسیکلت‌ها فراهم می‌کردند شروع کرد. پرمانیر و بولتو در بارسلونا با هم متحد شدند و یک موتورسیکلت سبک‌وزن ساختند. این همکاری به ایجاد موتورسیکلتی با حجم موتور ۹۵ سی‌سی، دو زمانه و بدون فنر تعلیق در عقب شد. با وجود برخی ناکامی‌ها، آنها ۲۲ دستگاه از این موتورسیکلت‌ها را در سال اول تولید فروختند. سال بعد، این مشارکت بر بهبود تولید و پاسخگویی به تقاضای رو به رشد موتورسیکلت آنها متمرکز شد. به عنوان جانشین مدل قبلی، بولتو یک رودستر ۱۲۵ سی سی جدید طراحی کرد که در بسیاری از رالی‌های تریل و نیمه اندوروهایی که در آن زمان در اسپانیا محبوب بودند، آزمایش شد.

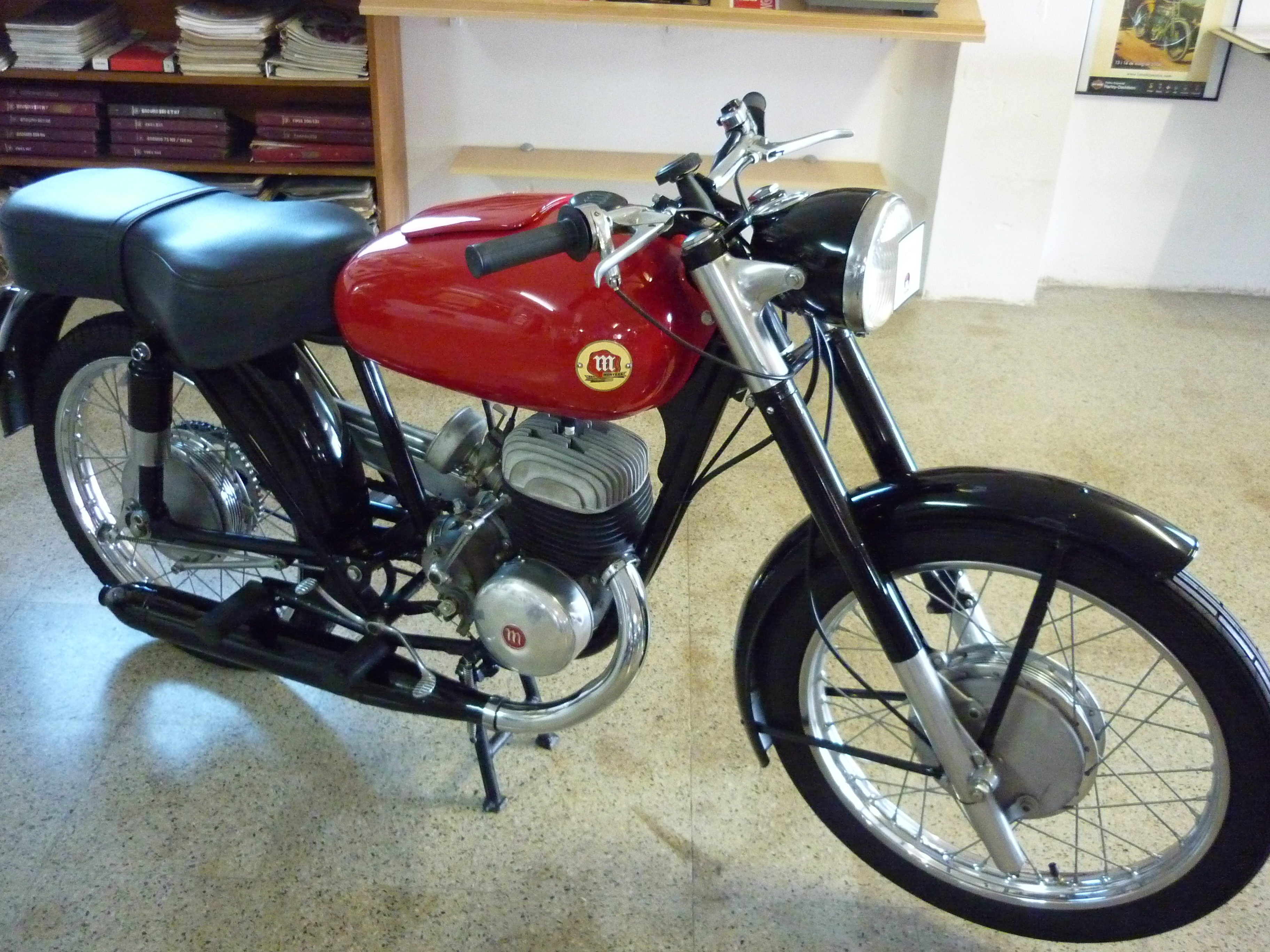
Brio 110 (125cc) 1959-62

این مدل در سال ۱۹۵۱ وارد مسابقات اسکاتیش سیکس دیز تریال (SSDT) شد. Bultó و G. Cavestany از موتورسوارانی بودند که با این موتورسیکلت در SSDT شرکت کردند. در اوایل دهه ۱۹۵۰، مونتسا وارد مسابقات بسیاری در کلاس ۱۲۵ سی سی مسابقات جاده ای شد. این موتورسیکلت‌ها شش دنده، در ساختار نیمه واحدی بودند که همه دنده‌ها روی بلبرینگ‌های سوزنی کار می‌کردند. تا سال ۱۹۵۶، مونتسا ۱۲۵ برای رقابت بسیار مناسب بود و در مسابقه موتورسواران با این موتورسیکلت مقام‌های دوم، سوم و چهارم را به دست آوردند.
موفق‌ترین موتورسیکلت خیابانی مونتسا در دهه ۱۹۵۰ بریو ۸۰ بود که بیش از ۱۲۰۰۰ دستگاه از آن تولید شد. موفقیت بریو و مدل‌های دیگر منجر به افتتاح یک کارخانه جدید و بزرگتر در Espluges de Llobregat شد. مدل‌های بریو ۸۰ و بریو ۹۰ دارای پیشرفت‌های جدید زیادی بودند، مانند حرکت کاربراتور پشت سیلندر و ترمز دستی. با این حال، رکود در اقتصاد اسپانیا، پرمانیر را مجبور کرده بود که فعالیت‌های مسابقه ای شرکت را کاهش دهد. پرمانیر می‌خواست از مسابقات جاده ای کناره بگیرد، اما بولتو اصرار داشت که آنها در مسیر باقی بمانند. در ماه مه ۱۹۵۸، بولتو، طراح ارشد، چند تن از پرسنل حیاتی مونتسا را برای تشکیل یک شرکت رقیب، با نام بولتاکو، با خود برد و از مونتسا جدا شد. پرمانیر نه تنها طراح برجسته بولتو را از دست داده بود، بلکه ۳۰ درصد سهم خود را از شرکت نیز از دست داده بود.

## رشد و موفقیت در دهه ۱۹۶۰ و ۱۹۷۰
اقتصاد اسپانیا شروع به بهبود کرد. پرمانیر قهرمان همه‌جانبه موتورسوار پدرو پی را از سرسوار تست به مهندس ارشد توسعه ارتقا داد. لئوپولد میلا مدیر فنی شد و پسر پرمانیر، خاویر، دستیار ورزشی بود. کار بر روی طراحی یک موتور ۱۷۵ سی سی کاملاً جدید که تا سال ۱۹۶۰ به آخرین مدل رودستر اسپورت ایمپالا نیرو می‌داد، بلافاصله شروع شد. این موتور اساس موتور تریال‌های آتی و موتور کراس این شرکت را تشکیل می‌دهد. برای ارتقای فروش این مدل، سه ایمپالا به آفریقا برده شدند و بیش از ۱۲۰۰۰ مایل از زمین را طی کردند که بیشتر آن آفرود بود. در بازگشت به اسپانیا، پی مشغول برنده شدن در مسابقات قهرمانی موتور کراس و مسابقات جاده ای اسپانیا و کار بر روی نسخه جدید ۲۵۰ سی سی شد.

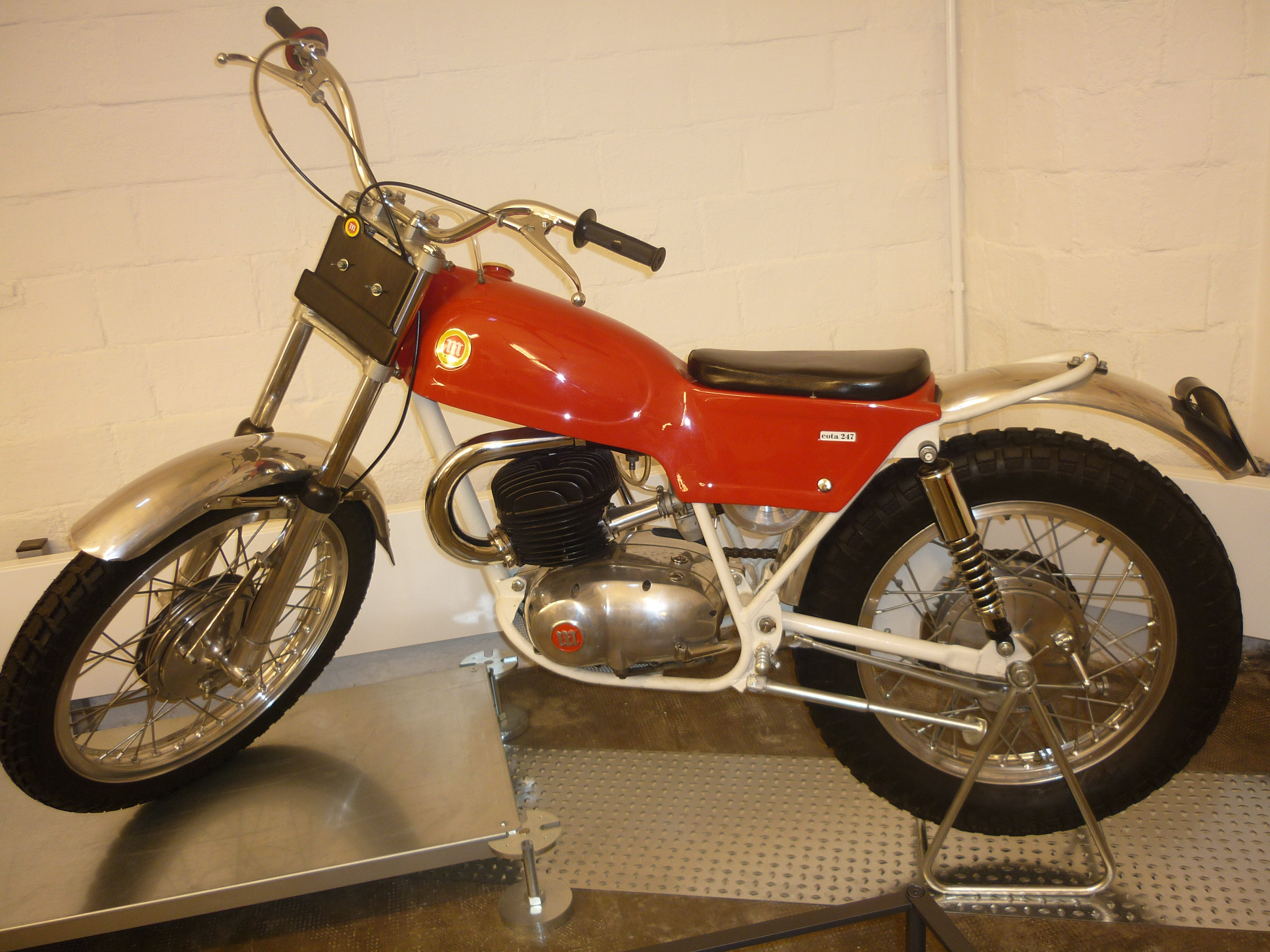
Montesa Cota 247

پس از معرفی آن در سال ۱۹۶۵، موتور ۲۵۰ سنگ بنای موفقیت آینده شرکت شد. پی در سال ۱۹۶۶ بر روی اسکرامبل جدید ۲۵۰ اسکورپیون سوار شد و دوباره قهرمان اسپانیا شد و رودستر اسپرت با موتور مشابه برنده مسابقه جاده استقامت ۲۴ ساعته بارسلون شد. در سال ۱۹۶۷ اولین مدل‌های موتور تریال مونتسا ظاهر شدند و در سال ۱۹۶۸، پی با موتورسیکلتی که اکنون دوباره عنوان Cota نامیده می‌شود، قهرمان مسابقات اسپانیایی شد. پس از اضافه کردن این عنوان برای همراهی با مسابقات جاده ای و شش عنوان موتور کراس، او از مسابقات کناره‌گیری کرد تا تمام انرژی خود را صرف توسعه شرکت کند.

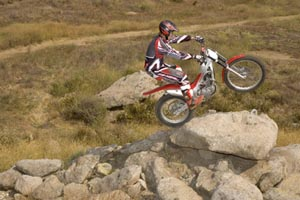
مونتسا Cota 4RT

در دهه بعد، مونتسا رشد بی‌سابقه‌ای در سراسر جهان داشت. برخلاف دوچرخه بولتو، بولتاکو، مونتسا تنها درصد کمی از تولید خود را به ایالات متحده فرستاد و بیشتر بر بازار اروپا متمرکز شد. مدل‌های موتور تریال در اندازه‌های مختلف ۲۵، ۴۹، ۱۲۵، ۱۷۵، ۲۵۰، ۳۴۸ و ۳۴۹ و همچنین موتور کراس‌های ۱۲۵، ۱۷۵، ۲۵۰، ۳۶۰ و ۴۱۴ ارائه شدند. این شامل یک سری از مدل‌های خیابانی و اندرو نیز می‌شد. در سال ۱۹۷۳، Vehkonen Replica منتشر شد و استاندارد را برای سال ۱۹۷۴ تعیین کرد، همان‌طور که ۳۴۸ Cota در سال ۱۹۷۶ انجام داد. Ulf Karlsson در سال ۱۹۸۰ برنده مسابقات قهرمانی جهان با یک موتورسیکلت کوتا شد.

## مشارکت هوندا

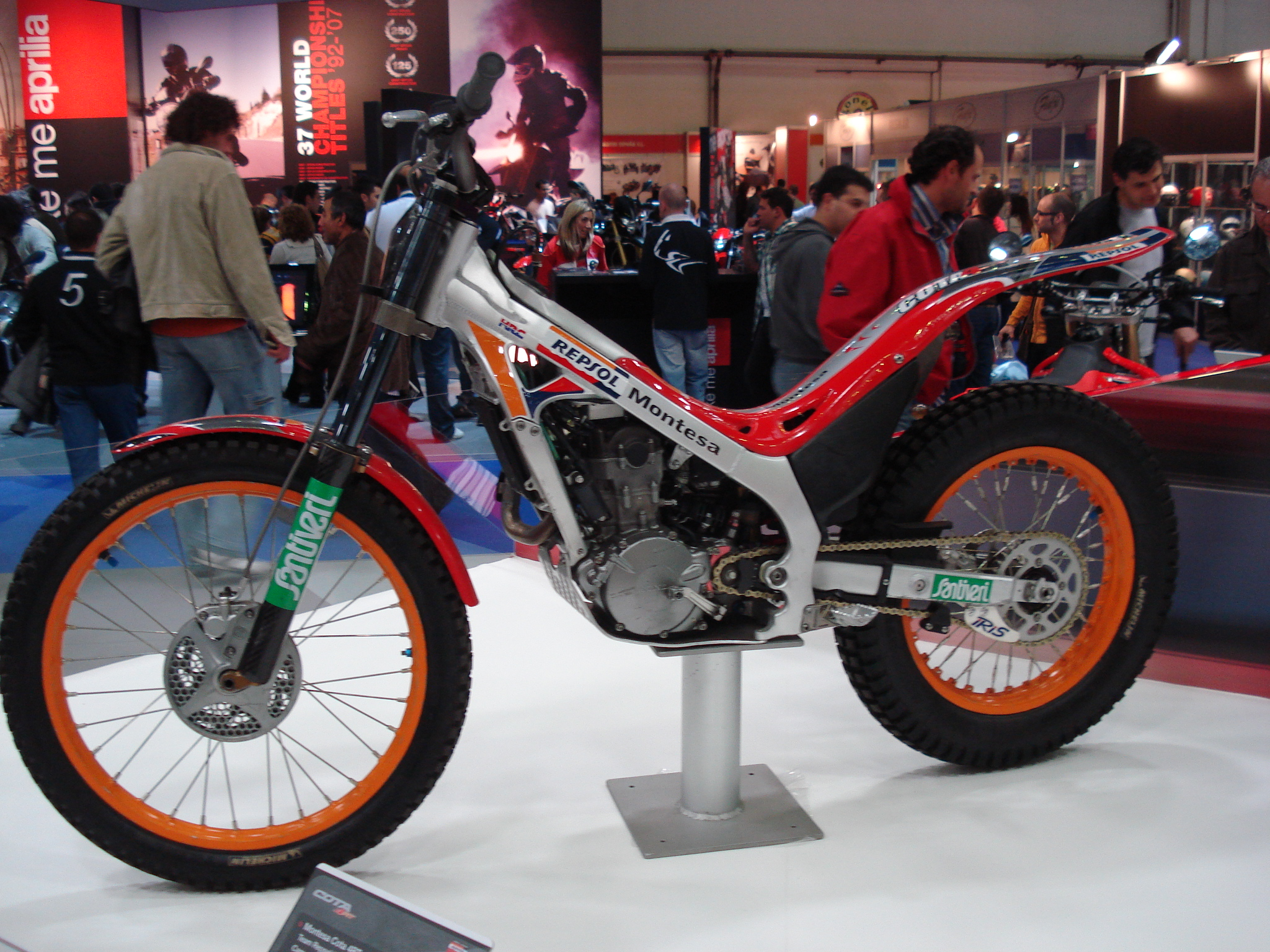
۲۰۰۸ Montesa COTA 4RT

در سال ۱۹۸۱، دور دیگری از ناآرامی‌های اقتصادی در اسپانیا آغاز شد که مانع تولید تولیدکنندگان موتورسیکلت شد. اعتصابات و کاهش بازار، مونتسا را به عنوان تنها شرکت اصلی موتورسیکلت در کشور تبدیل کرد. با این حال، آنها برای ادامه حیات به هجوم عمده سرمایه نیاز داشتند. وام از دولت و سهام فروخته شده به هوندا (برای ایجاد یک پایگاه تولید اروپایی برای موتورسیکلت‌های مسافرتی آنها) به ادامه تولید کمک کرد. در واقع، یکی از شروط دولت این بود که هوندا تضمین کند که تولید متوقف نخواهد شد. هوندا برای دستیابی به بازار سودآورتر اروپا و دور زدن تعرفه‌های محدودکننده واردات، آماده بود تا موتورسیکلت‌های تریال را ذخیره کند و آنها را در آینده بفروشد.

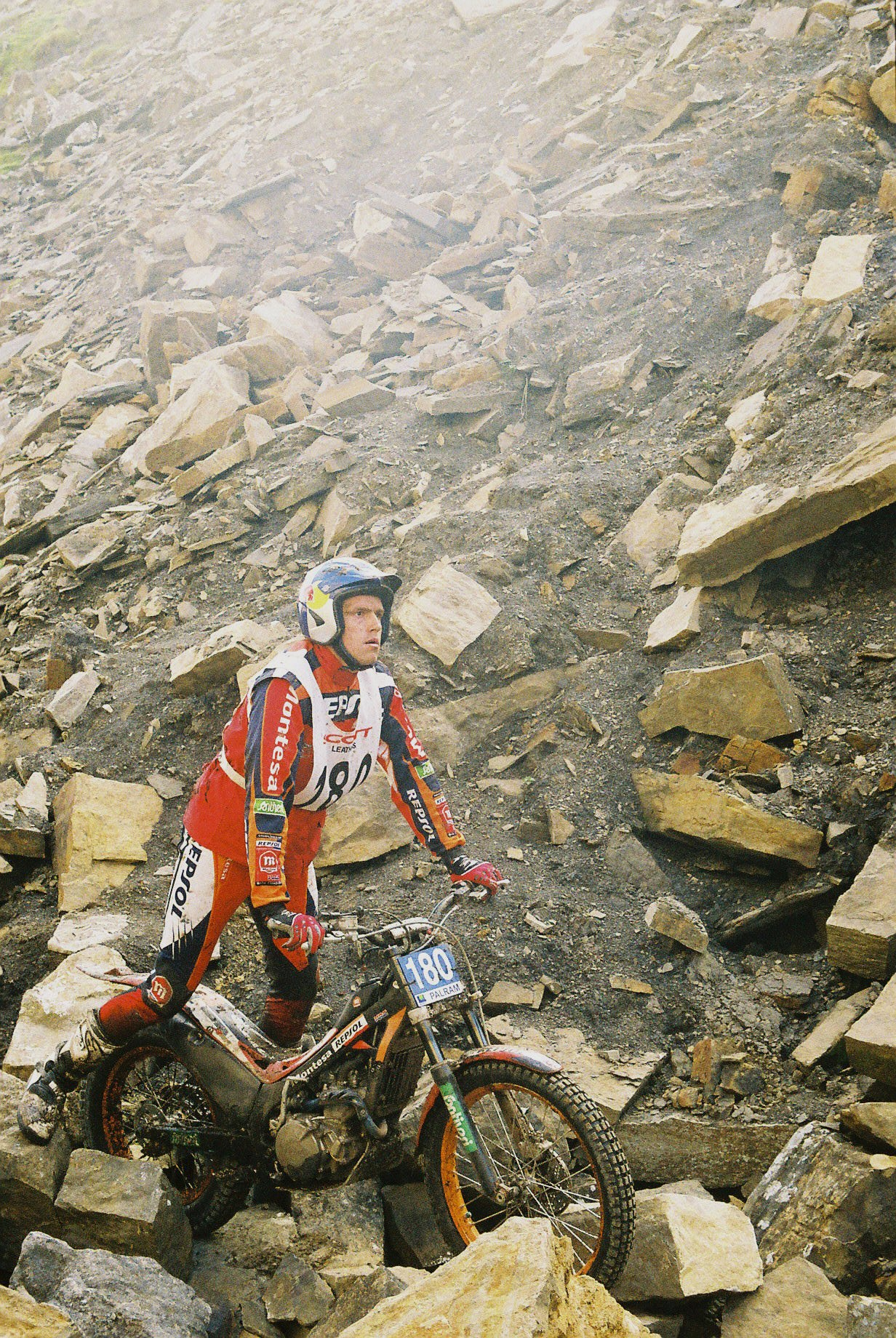
داگی لمپکین، سوار بر Repsol Montesa 4RT ۲۴۹، در راه برنده شدن در مسابقه اسکات تریل ۲۰۰۷

در جولای ۱۹۸۵، سازماندهی مجدد بزرگی انجام شد و مبلغ زیادی از هوندا دریافت شد. تا آن زمان، تنها دو مدل موتور تریال ارائه شد و نیروی کار به تنها ۱۵۲ کارمند کاهش یافت. یک سال بعد، تحرکات مالی بیشتری بین هوندا، دولت اسپانیا و خانواده پرمانیر انجام شد که منجر به خرید اکثر سهام باقی مانده خانواده توسط هوندا شد. هوندا اکنون ۸۵ درصد از سهام خود را در اختیار داشت و ۵ میلیون دلار دیگر را برای اصلاح و به روز رسانی کارخانه هزینه کرد.
مونتسا در طول دهه ۱۹۸۰ و ۱۹۹۰ همچنان در مسابقات جهانی موتور تریال فعال بود. با وجود اینکه تنها به ارائه یک مدل، یعنی Cota کاهش یافته‌است، سوارکارانی مانند قهرمان سابق جهان، Eddy Lejeune و Andrew Codina با موتورسیکلت‌های هوندا مونتسا در اواسط دهه ۸۰ به نتایج خوبی دست یافتند. در سال‌های ۱۹۹۲–۱۹۹۳، Cota ۳۱۱ با سیستم خنک‌کننده مایع تولید شد. این آخرین مونتسای «واقعی» بود. در سال ۱۹۹۴ مدل جدیدی به نام ۳R ۱۴ شد. این مدل دارای یک نیروگاه HRC هوندا با بسیاری از اجزای دیگر هوندا بود. مارک کولومر سوار بر مونتسا در سال ۱۹۹۶ عنوان جهانی را به دست آورد و ۳۱۵R در اوایل سال ۹۷ به دنبال آن بود. ۳۱۵R هفت سال کار کرد و Dougie Lampkin را به بسیاری از مسابقات قهرمانی جهان برد و در سال ۲۰۰۵ با Cota 4RT چهار زمانه پیشرفته جایگزین شد.